# Прилесное (Волынская область)
Приле́сное (укр. Прилісне) — село в Камень-Каширском районе Волынской области Украины. Административный центр Прилесненской сельской общины.
До 2020 года входило в Маневичский район.
Код КОАТУУ — 0723685501. Население по переписи 2001 года составляет 2445 человек; по имеющейся информации на начало 2011 года — 2585 человек. Почтовый индекс — 44614. Телефонный код — 3376. Занимает площадь 52,82 км².
На юго-западе от села расположен Маневичский общезоологический заказник.
В селе действует завод по переработке янтаря.